# Dolabritor spineus
Dolabritor spineus är en spindelart som beskrevs av Alfred Frank Millidge 1991. Dolabritor spineus ingår i släktet Dolabritor och familjen täckvävarspindlar.
Artens utbredningsområde är Colombia. Inga underarter finns listade i Catalogue of Life.